# 鉄人奪還作戦
『鉄人奪還作戦』（てつじんだっかんさくせん）は、横山光輝の漫画『鉄人28号』を原作とするさとうふみやの漫画作品。講談社の漫画雑誌『マガジンSPECIAL』2006年No.5、No.11、No.12、2008年No.6～2009年No.3に掲載された。時代設定は原作と異なり、2005年3月19日公開の実写映画版同様に21世紀（現代）となっている。

## ストーリー
鉄人計画の研究を進めていた緋川研究所で爆発事故が起こった。だがその爆発は、研究中の鉄人を強奪するためにPX団が事故に見せかけたもので、敷島博士をはじめとする4人の研究者たちは行方不明となる。その後、行方不明となっていた研究者の1人だった藤堂博士が死体となって発見された。
服部警視総監はNYから少年探偵の金田正太郎を呼び、警視庁零課・通称「影機動隊」とともに鉄人の奪還とPX団の一網打尽を命じるのであった。

## 登場人物
金田正太郎
NY帰りの少年探偵で探偵資格を持つ探偵の中では最年少。鉄人奪還のために服部総監に呼ばれ、日本に帰国した。アメリカではPX団を相手に善戦していたらしい。格子模様のブレザーに半ズボン、警視庁への顔パス、拳銃保持などは原作と一緒のため服装面が他のキャラクターと浮いてしまっており、一部でネタにされている。
父親は原作やアニメ、他作家のリメイク作品と異なり鉄人の開発に関与していない。
敷島博士
鉄人計画の中心人物でロボット工学の第一人者。緋川研究所の爆破事故以後、行方不明になる。
Dr.Tこと平京興と敷島の祖父は戦時中の鉄人計画に参加しており、祖父達の果たせなかった鉄人を、孫である自分達が作り上げる事が子供の頃からの夢であった。
大塚署長
正太郎とも顔なじみの警視庁の署長。正太郎を空港に迎えにきた。龍作たち村雨一家や正太郎がPX団相手に、東京都下でのマシンガンやバズーカなどの重火器を使った、ドンパチぶりにオロオロしている。
村雨龍作
正太郎や大塚署長とも顔なじみのギャングのリーダー。原作やアニメではすぐに死亡してしまうため出番が少ないが、本作では正太郎のピンチを投げナイフで救ったりと大活躍している。作中、大塚署長に「ドラえもんのポケットか」と突っ込まれるほどの、大量かつバズーカ等のかなりの大型のものを含む重火器を上着の中に隠している。
原作やアニメでは特攻隊崩れの設定から、特にアニメ第4作では死に場所を求めているような言動だったが、本作では時代設定が現代のため、陽気な性格をしている。
村雨健次
龍作の弟。アニメ第1作や第4作では出番が多いが、本作では龍作の出番が多いため、彼自身の出番は少なめ。原作でのわかめのような髪型は現代的解釈がなされたものになっている。
服部警視総監
警視総監。PX団に奪われた鉄人を取り戻すため正太郎をNYから呼び、同時に「影機動隊」の出動を命じる。
鈴子
服部総監の秘書。アニメ第4作の高見沢秘書に近いポジションだが、彼女ほど大人気ない性格ではなさそうである。
伊賀野影人
警視庁所属の忍者部隊「影機動隊」第一部隊隊長。鉄人26号に襲われる正太郎と鉄雄を間一髪で救う。元キャラクターは横山光輝の忍者漫画『伊賀の影丸』の影丸。
敷島鉄雄
敷島博士の息子で、正太郎が東校に在籍していた頃の友人。行方不明になった博士を助けて欲しいと正太郎に頼む。
学校の制服は学ラン。学帽まで被っている為、正太郎と並んで他のキャラクターと服装面で浮いてしまい、一部でネタにされている。
サー・シメオン
PX団の幹部。正太郎の帰国とほぼ同時刻に来日。PX団の本部より鉄人奪取を任命されている。
Dr.T
鉄人の機動力を従来の20倍にする「無限動力」を開発した科学者。本名は平京興といい、かつては敷島博士と並ぶ日本ロボット工学の第一人者だった。作中、終始顔を覆面で隠していた。
折原さつき
鉄雄のクラスメイト
十峰百合
鉄雄のクラスに最近前転校してきた帰国子女。両親は外資系のエリートと言われているがその正体は謎に包まれている。
マリ・クロロホルム
大塚や正太郎の父親と旧知のフランスの探偵クロロホルムの娘で日本オタク。美少女戦士のコスプレ姿でロボット博覧会に合わせて来日する。

### 『金田一少年の事件簿』からの登場人物
『金田一少年の事件簿』から以下の三人が単行本の巻末に収録されている4コマ漫画『鉄人○○作戦』に登場する。金田一少年の事件簿の登場人物も参照。
剣持勇
数コマのみ登場。窓の外を地響きを上げて歩いている鉄人に対して物凄く驚いていた。その後、零課の事を何時も派手と評していた。
明智健悟
数コマのみ登場。『金田一』では沈着冷静なキャラクターだが、やはり鉄人に対しては驚く描写がある。
金田一 一
扉絵にのみ登場。正太郎と並んで身長比べがされたが、実は短足である事が暴露される。

## 登場ロボット
- 鉄人28号
- 鉄人27号
- 鉄人26号
- モンスター
- バッカス

本作での鉄人計画は戦時中の旧日本軍の計画を、21世紀（現代）の日本が作業用ロボット開発計画として再利用したとなっている。その為、鉄人は決戦兵器ではなく、作業用ロボットとして作られていたが、その性能からPX団に目を付けられる事になる。
鉄人の操縦機は原作とは異なり、ポータブルオーディオプレーヤーのような形状をしている。

## 書誌情報
- 著：さとうふみや、原作：横山光輝 『鉄人奪還作戦』講談社〈KCデラックス〉、既刊3巻（2022年12月現在）
  1. 2007年 1月12日[1]、ISBN 978-4-06-372252-9
  2. 2008年12月17日[2]、ISBN 978-4-06-375617-3
  3. 2009年03月17日[3]、ISBN 978-4-06-375676-0